# Dimitar Dantschew (Pokerspieler)
Dimitar Dantschew (bulgarisch Димитър Данчев; englische Transkription Dimitar Danchev; * 11. August 1985 in Plowdiw) ist ein professioneller bulgarischer Pokerspieler. Er gewann 2013 das Main Event des PokerStars Caribbean Adventures und 2022 ein Bracelet bei der World Series of Poker Online.

## Pokerkarriere
Dantschew spielt auf der Onlinepoker-Plattform PokerStars unter dem Nickname KuuL. Seine erste Geldplatzierung bei einem Live-Turnier erzielte er Mitte Januar 2010 bei der Italian Poker Tour in Venedig. Ende Juni 2011 war der Bulgare erstmals bei der World Series of Poker (WSOP) im Rio All-Suite Hotel and Casino am Las Vegas Strip erfolgreich und kam bei einem Turnier der Variante No Limit Hold’em in die Geldränge. Im Oktober 2011 erreichte er beim Main Event der European Poker Tour (EPT) in Sanremo den Finaltisch und erhielt für seinen zweiten Platz aufgrund eines Deals mit dem Sieger Andrei Pateitschuk 600.000 Euro. Mitte Januar 2013 setzte sich Dantschew beim Main Event des PokerStars Caribbean Adventures auf den Bahamas gegen 986 andere Spieler durch und sicherte sich einen EPT-Titel sowie eine Siegprämie von mehr als 1,85 Millionen US-Dollar. Bei der WSOP 2014 wurde er bei einem Shootout-Event Zweiter und erhielt rund 160.000 US-Dollar. Anfang Juli 2016 belegte der Bulgare beim Crazy Eights der WSOP 2016 den mit knapp 300.000 US-Dollar dotierten dritten Platz. Beim EPT High Roller in Monte-Carlo wurde er im Mai 2022 Dritter und erhielt knapp 430.000 Euro. Ende August 2022 gewann er bei der World Series of Poker Online auf GGPoker die Heads-Up Championship und sicherte sich ein Bracelet sowie den Hauptpreis von knapp 330.000 US-Dollar.
Insgesamt hat sich Dantschew mit Poker bei Live-Turnieren mehr als 6,5 Millionen US-Dollar erspielt und ist damit nach Aleks Kulew der zweiterfolgreichste bulgarische Pokerspieler.